# Ghosts (película de 2006)
Ghosts es una película dramática de 2006 dirigida por Nick Broomfield, basado en los hechos del desastre de la bahía de Morecambe, en el noroeste de Inglaterra, cuando al menos 21 trabajadores inmigrantes chinos indocumentados se ahogaron por una marea entrante después de recoger berberechos en la costa de Lancashire. 

## Argumento
Ai Qin es una inmigrante china ilegal en el Reino Unido. Viene de Fuzhou, donde su único trabajo es el trabajado ilegal en el campo. Ai Qin tiene un hijo, pero no se ve a su marido. La familia es consciente de los peligros de irse a un país extranjero, pero pierden control sobre Ai Qin cuando se pone en manos de una pandilla de traficantes de hombres quienes, por un depósito de $ 5.000 (y la obligación de pagar el préstamo de otros $ 20.000), la llevaran de contrabando a Europa.
La película la sigue desde China hasta el Reino Unido, donde consigue un trabajo en una fábrica de envasado de carne. Afirma que la industria alimentaria del Reino Unido depende en gran medida de la mano de obra migrante explotada y mal remunerada. El "masaje" (es decir, el trabajo sexual) se ofrece como una alternativa mejor pagada, pero ella se resiste. Ella se encuentra siendo dependiente de un pequeño capo, pero él es sólo un escalón y necesita sobornar a los contratistas más ricos para conseguirle mejores trabajos. Mientras tanto, su posición y la del grupo se está deteriorando y recurren a la recogida de berberechos en la Bahía de Morecambe, donde ocurre la tragedia.

## Reparto
- Ai Qin Lin como Ai Qin
- Zhan Yu como Mr. Lin
- Zhe Wei como Xiao Li
- Man Qin Wei como Chiao
- Yong Aing Zhai
- Devi Zhu
- Shaun Gallagher como Robert